# 室町大助

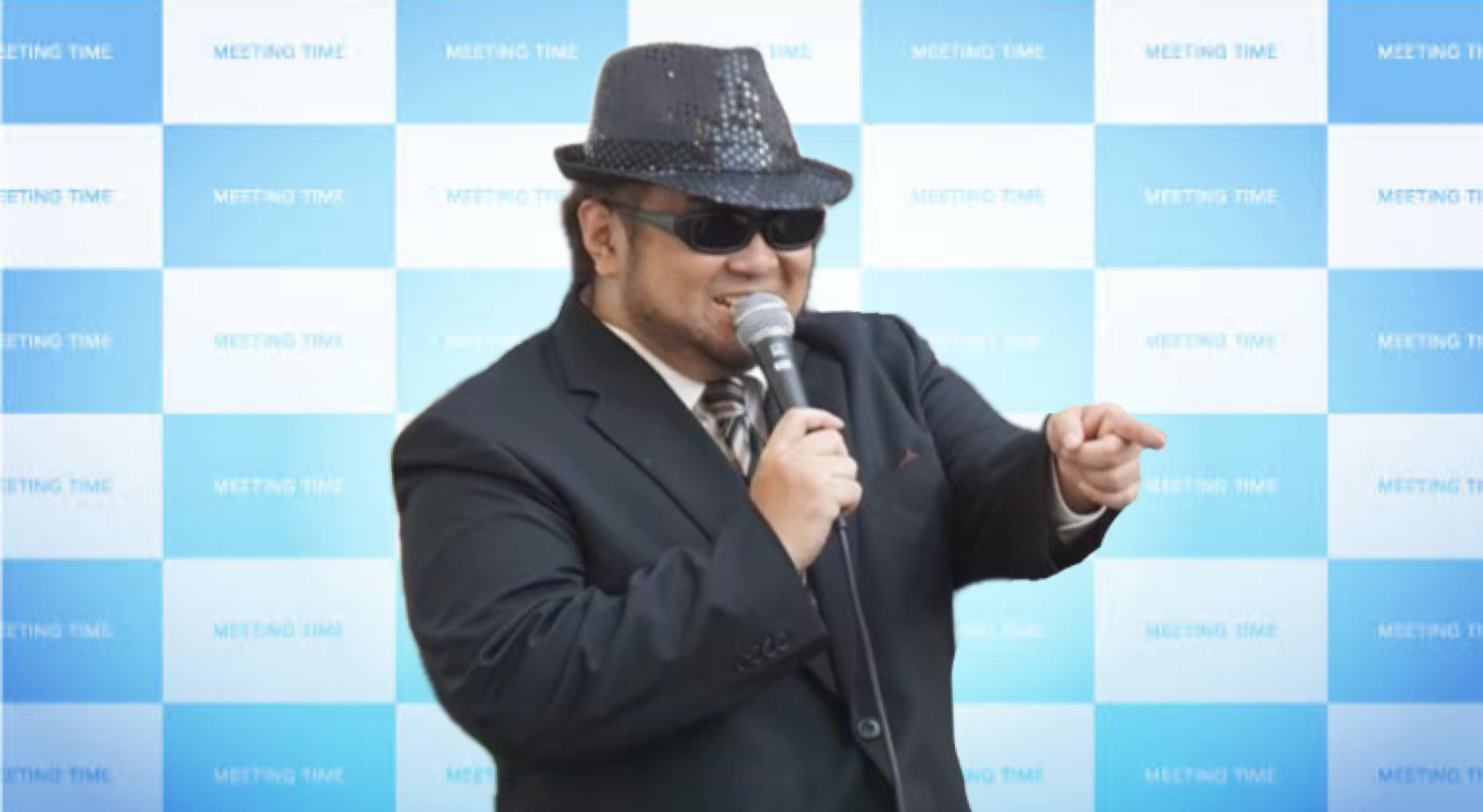
演劇祭でのトークショーにて

室町大助（むろまち だいすけ、1月19日 - ）は日本の俳優、殺陣師/演陣師、演出家、監督、歌手。

## 人物
東京都駒込で誕生。新宿、池袋などを経て、北区王子で育つ。中学の後輩に深田恭子、先輩には羽田健太郎がいる。中学2年生の頃に実母が病気になり、母にリハビリが必要な為、役者修業を続けながら母を介護し家事全般をこなしていた。
映画好きで年間かなりの本数を（主にDVD）観る。かなりのホラーマニアでもある。
多趣味でアウトドア、テレビゲーム、読書、楽器、カラオケ、料理などをするが一番好きなのはゲームで時間があればずっとしてしまう。ボードゲームコレクターとしても有名であり、数百本を集めている。また自分でも劇団のキャラクターを使用した、ボードゲームを考案している。
霊感が強いのか度々不思議な体験をすると本人が語っている。怪談体験談わ交えたホラーイベントも定期的に行っている。
自称、万物不思議研究家との事。その知識の深さは本人曰く「上は天文、下は地理、この世に知らざる物は無し…知らなきゃ直ぐに調べる」だそうである。

## 来歴・活動
女優松山容子の夫である漫画家（作家）棚下照生に見出され、15歳で演劇を始め、16才の時に棚下の紹介でサムライ日本に殺陣を師事。同門で殺陣を学びつつ初舞台を踏む。3年後の19歳で同門の師範免状を取得し殺陣の流派を創始、「新殺陣流（しんたてりゅう）」のを創始する。それを機に独り立ちし、東京都北区十条で殺陣の道場を開く。東京、神奈川、千葉、栃木に道場があった。現在は川口の本道場のみ。閉鎖の理由は創作活動に集中する為。
以後、役者として舞台に立つ一方で殺陣師として振り付けと指導を行い東京アニメーター学院などの多数の俳優養成所で講師師としても活動。
また、総理大臣賞、文部大臣賞受賞した舞踊家でもある阿部流家元「阿部香世」のリサイタル公演の殺陣演出指導を手掛けている。冠二郎、キム・ヨンジャ、ちびっ子玉三郎など出演する様々な舞台の殺陣を手掛け若くして天才殺陣師としてTVや雑誌などでも取り上げられる。現在までに指導した弟子や生徒は1500人を超える。
道場発足と同時期に「アクションバラエティ劇団☆冗談パラダイス」を旗揚げし、同劇団の座長となる。旗揚げ当初は営業活動を中心にしており、テーマパーク「鎌倉シネマワールド」では毎月殺陣と芝居のショーを公演し、スパリゾート・ハワイアンズといったテーマパークでも公演やショーを行っていた。現在は都内の劇場や持ち小屋であるスタジオAZITOを中心に定期的に舞台公演を行っている。

## 脚本の作風
劇団の作・演出を旗揚げ時から務め、戯曲の提供や出筆依頼を受ける劇作家としての顔も持つ。室町書き下ろしの『笑いと感動』の戯曲は本格時代劇からSFと幅広い作風で知られ時として、そのスケールの大きさは、舞台戯曲でありながら舞台化不可能との声もあがるほどである。
同劇団では本格的な殺陣と個性的な劇団員を武器に、歌あり、ダンスあり、愛ありの舞台を展開が、やはり持ち味は、時代劇の奥深さである。
「藤沢周平」を彷彿とさせる人情時代劇『こがね雲』から、戦国時代の越前を舞台に現代へと続く生命の連鎖をテーマにした『名誉=HOMARE』、剣豪「柳生十兵衛」と非情なる剣士・月形蔵人との死闘を描く『花の乱=ふRAN』。本格時代劇でありながら、冗談パラダイスがもつライトでコミカルな空気も残し、最後には感動のラストを迎える名作品が多い。
2010年11月の劇団公演は、冗談ぱらだいす『お笑い草』と称して連発ショートコントライブを公演した。シュールで時として温かな作品は好評を集め、その後も回を重ねている。
2019年には、東日本大震災の影響で劇団初の公演中止となった『どろろの月』を公演。出演予定であり中止の為、出演できぬまま病にて旅立った劇団員に哀悼を捧げつつ、念願の公演を果たした。因みに『どろろの月』は3部作の一作目との事。

## 監督として
2010年にホラー作品『恐怖実話（きょうふマジバナ）』というタイトルで映像作品を発表。映像監督としての才能も発揮している。再現映像や現地取材をメインにした同作品はマニアからも評価は高い。その後も作品を制作している。

## 歌手・音楽
軍歌コーラス『若鷲』のメンバーとして歌謡ショーでも活動していた経歴もつ。またリバスターよりデビュー。
自身も作詞、作曲などもするという。
以前、劇団ホームページで流れていた曲は室町の作品であった。

## 写真
写真撮影も得意であり、劇団のブロマイドやポスターはすべて室町が撮影、もしくは指示している。本人曰く、写真コンテストで入賞した腕前だそうだが（実際に上手い）、コンテスト名は不明。

## 逸話
下記出典 自身出演FMラジオ、YouTubeネラジオより。
殺陣師の前に天才が付くのは室町だけである。これは殺陣の師匠花村多賀至が室町の上達ぶりに驚き滅多に褒めない花村が「お前は天才だな！」と言った事に由来する。
殺陣が上手くなりたい一心で古典舞踊と剣術の新陰流（柳生延春宗家）を収めるほど熱心で、数年間、毎日素振りや稽古をおこたらなかった。時として荒川の河原で一晩中素振りをし気絶し、朝通りかかった人に死体と間違われた事がある。
また同じ頃、河原で素振りしていた時にロケット花火と鉄パイプを持った不良十数名に絡まれたが、何なく撃退したという武勇伝がある。
やはり河原で不意に飛んできた蝙蝠を無意識に木刀で切ってしまった事があり「可哀想な事をしたと」後悔している。
なんと霊も切った事があるそうである。
因みに東京の実家はお化け屋敷で頻繁に怪現象が起こったと本人が言っている。
居合抜き（この場合、抜刀から納刀までの動作）は負けたことが無いほどに早い。
歌手の倉木麻衣の父親、映画監督の山前五十洋とは友人で彼の事務所の俳優の多くは室町が殺陣の指導をしている。山前は、かなり年下の室町を師匠と呼んでおり、時代劇出身の山前にして師匠の殺陣は日本一だ。これほどの使い手はまずいないと絶賛していた。
志村けんと仕事をしたときに志村から差入れの柏餅を貰い、柏の葉を取らずに、そのまま食べた。それを見ていた志村けんは『オレより面白い事しないでくれよ』とツッコミをいれられたそうである。
俳優の平幹二朗に「君は良い目をしているねぇ」と若い時に褒められて嬉しかったとラジオでかたっている。
女優の朝丘雪路に仕事先で一緒になった時に「大ちゃん可愛わね、一緒にお風呂入りましょうか」と冗談を言われたが、夫の津川雅彦に、いつか怒られるんじゃないかと暫く怖かったとラジオで語っている。